# Alex Webster
Alex Webster (* 25. října 1969, New York) je baskytarista death metalové kapely Cannibal Corpse. Spolu s bubeníkem Paulem Mazurkiewiczem je posledním z původních členů skupiny. Současně působí i ve skupinách Hate Eternal a Blotted Science. Hraje na pětistrunnou baskytaru povětšinou třemi prsty. Bývá považován za jednoho z nejlepších baskytaristů světa,[zdroj⁠?!] hlavně kvůli své extrémně rychlé hře.
Je firemním hráčem firmy Spector, kde má vlastní model baskytary https://www.spectorbass.com/artist/